# Randomização estratificada
Em estatística, a randomização estratificada é um método de amostragem que primeiro estratifica toda a população do estudo em subgrupos com os mesmos atributos ou características, conhecidos como estratos, seguidos de amostragem aleatória simples dos grupos estratificados, onde cada elemento dentro do mesmo subgrupo é selecionado imparcialmente durante qualquer estágio do processo de amostragem, aleatoriamente e inteiramente por acaso. A randomização estratificada é considerada uma subdivisão da amostragem estratificada e deve ser adotada quando atributos compartilhados existem parcialmente e variam amplamente entre subgrupos da população investigada, de modo que requerem considerações especiais ou distinções claras durante a amostragem. Este método de amostragem deve ser diferenciado da amostragem por conglomerados, onde uma amostra aleatória simples de vários conglomerados inteiros é selecionada para representar toda a população, ou da amostragem sistemática estratificada, onde uma amostragem sistemática é realizada após o processo de estratificação.

## Etapas para randomização estratificada
A randomização estratificada é extremamente útil quando a população-alvo é heterogênea e mostra efetivamente como as tendências ou características em estudo diferem entre estratos. Ao realizar uma randomização estratificada, os 8 passos a seguir devem ser seguidos: 
1. Defina uma população alvo.
2. Defina variáveis de estratificação e decida o número de estratos a serem criados. Os critérios para definir variáveis para estratificação incluem idade, status socioeconômico, nacionalidade, raça, nível educacional e outros e devem estar alinhados com o objetivo da pesquisa. O ideal é empregar de 4 a 6 estratos, pois qualquer aumento nas variáveis de estratificação aumentará a probabilidade de algumas delas cancelarem o impacto de outras variáveis.
3. Use uma estrutura de amostragem para avaliar todos os elementos na população-alvo. Faça alterações posteriormente com base na cobertura e no agrupamento.
4. Liste todos os elementos e considere o resultado da amostragem. Cada estrato deve ser mutuamente exclusivo e somar-se para cobrir todos os membros da população, enquanto cada membro da população deve cair em um estrato único, juntamente com outros membros com diferenças mínimas.[6]
5. Tomar decisões sobre os critérios de seleção de amostragem aleatória. Isso pode ser feito manualmente ou com um programa de computador.
6. Atribua um número aleatório e único a todos os elementos e, em seguida, classifique-os de acordo com o número atribuído.
7. Revise o tamanho de cada estrato e a distribuição numérica de todos os elementos em cada estrato. Determine o tipo de amostragem, seja ela estratificada proporcional ou desproporcional.
8. Realize a amostragem aleatória selecionada conforme definido na etapa 5. No mínimo, um elemento deve ser escolhido de cada estrato para que a amostra final inclua representantes de todos os estratos. Se dois ou mais elementos de cada estrato forem selecionados, as margens de erro dos dados coletados podem ser calculadas.